# Catingueira
Catingueira là một đô thị thuộc bang Paraíba, Brasil. Đô thị này có diện tích 529,456 km², dân số năm 2007 là 4415 người, mật độ 8,3 người/km².